# Papua-Nova Guiné nos Jogos Olímpicos de Verão de 2008
Papua-Nova Guiné participou dos Jogos Olímpicos de Verão de 2008, em Pequim, na China. O país estreou nos Jogos em 1976 e esta foi sua 8ª participação.

## Desempenho

### Atletismo
| Atleta      | Prova                         | Eliminatórias | Eliminatórias | Quartos-finais | Quartos-finais | Semifinal   | Semifinal   | Final       | Final       |
| Atleta      | Prova                         | Resultado     | Pos.          | Resultado      | Pos.           | Resultado   | Pos.        | Resultado   | Pos.        |
| ----------- | ----------------------------- | ------------- | ------------- | -------------- | -------------- | ----------- | ----------- | ----------- | ----------- |
| Mae Koime   | 100 m feminino                | 11s68         | 44º           | Não avançou    | Não avançou    | Não avançou | Não avançou | Não avançou | Não avançou |
| Mowen Boino | 400 m com barreiras masculino | 51s47         | 24º           | Não avançou    | Não avançou    | Não avançou | Não avançou | Não avançou | Não avançou |

### Boxe
| Jack Willie | Peso mosca-ligeiro | THA A. Ruenroeng D 2-14 | Não avançou | Não avançou | Não avançou | Não avançou | Não avançou | Não avançou |

### Halterofilismo
| Atleta    | Prova  | Arranque  | Arranque | Arremesso | Arremesso | Total | Pos. |
| Atleta    | Prova  | Resultado | Pos.     | Resultado | Pos.      | Total | Pos. |
| --------- | ------ | --------- | -------- | --------- | --------- | ----- | ---- |
| Dika Toua | -53 kg | 80        | 8        | 104       | 7         | 184   | 8    |

### Natação
| Atleta               | Prova                     | Qualificação | Qualificação | Semifinal   | Semifinal   | Final       | Final       |
| Atleta               | Prova                     | Tempo        | Pos.         | Tempo       | Pos.        | Tempo       | Pos.        |
| -------------------- | ------------------------- | ------------ | ------------ | ----------- | ----------- | ----------- | ----------- |
| Ryan Pini            | 100 m borboleta masculino | 52s00        | 14º          | 51s62       | 8º          | 51s86       | 8º          |
| Ryan Pini            | 100 m livre masculino     | 49s72        | 39º          | Não avançou | Não avançou | Não avançou | Não avançou |
| Ryan Pini            | 200 m livre masculino     | 1m49s04      | 32º          | Não avançou | Não avançou | Não avançou | Não avançou |
| Anna-Liza Mopio Jane | 50 m livre feminino       | 26s47        | 43º          | Não avançou | Não avançou | Não avançou | Não avançou |

### Taekwondo
| Atleta       | Prova  | Ronda dos 16           | Quartos-finais         | Semifinais             | Repescagem Semifinais  | Final                  |
| Atleta       | Prova  | Adversário e resultado | Adversário e resultado | Adversário e resultado | Adversário e resultado | Adversário e resultado |
| ------------ | ------ | ---------------------- | ---------------------- | ---------------------- | ---------------------- | ---------------------- |
| Theresa Tona | −49 kg | VIE T. Ngoc Truc D 5-0 | Não avançou            | Não avançou            | Não avançou            | Não avançou            |